# 5421 Уланова
5421 Уланова (5421 Ulanova) — астероїд головного поясу, відкритий 14 жовтня 1982 року.
Тіссеранів параметр щодо Юпітера — 3,607.
Названо на честь Галини Уланової (1909-1998) — відомої російської балерини.